# Podobwód Osiek Armii Krajowej
Podobwód Osiek – jednostka partyzancka Związku Walki Zbrojnej, a następnie Armii Krajowej. Operowała na terenie gminy Osiek i nosiła kryptonim „Dąb”.
Podobwód ten powstał w listopadzie 1942 i wchodził w skład Obwodu Sandomierz Okręgu Radom-Kielce AK.

## Struktura organizacyjna
- Placówka Osiek,
- Placówka Tursko Wielkie,
- Placówka Połaniec.